# Discografia de Gold City
A discografia do Gold City compreende 67 álbuns de estúdio, 13 álbuns ao vivo e 13 compilações, totalizando 93 álbuns ao longo dos mais de 40 anos de carreira do grupo, além de 12 vídeos. Os integrantes participantes de cada álbum estão mencionados a frente do respectivo álbum, bem como a gravadora pela qual o álbum foi lançado. Para a lista completa de integrantes e formações, ver Lista de membros de Gold City.

## Álbuns de Estúdio

### 1980-1989[2]
- First Day In Heaven (1981 - Heavy Weight Records - Oliver/Ritchie/Trussell/Gilliland/Goddard)
- Sing Golden Nuggets (1981 - Nugget Records - Oliver/Ritchie/Trussell/Riley/Reinhart)
- Songs Of Days Gone By (1981 - Nugget Records - Oliver/Ritchie/Trussell/Riley/Reinhart)
- We Believe (1981 - Nugget Records - Oliver/Ritchie/Trussell/Riley/Jones)
- I've Got a Feeling (1982 - Dawn Records - Oliver/Ritchie/Trussell/Riley/Reinhart)
- I Think I’ll Read It Again (1983 - Heartwarming Records - Free/Parker/Ritchie/Riley/Jones)
- Hymns Sung By The Gold City Quartet (1983 - Nugget Records - Blackburn/Parker/Ritchie/Riley/Jones)
- Higher Than The Moon (1983 - Nugget Records - Blackburn/Parker/Ritchie/Riley/Jones)
- Walking With Jesus (1984 - Nugget Records - Blackburn/Parker/Ritchie/Riley/Jones)
- Walk On (1984 - Heartwarming Records - Free/Parker/Ritchie/Riley/Jones)
- Sing With The Angels (1985 - Riversong Records - Free/Parker/Ritchie/Riley/Jones)
- Your Favorite Hymns (1986 - Crystal Records - Free/Parker/LeFevre/Riley/Jones)
- Top Hits Vol. 1 (1986 - Crystal Records - Free/Parker/LeFevre/Riley/Jones)
- Top Hits Vol. 2 (1986 - Crystal Records - Free/Parker/LeFevre/Riley/Jones)
- Movin’ Up (1987 - Riversong Records - Free/Parker/LeFevre/Riley/Jones)
- Favorites Vol. 1 (1987 - Crystal Records - Free/Parker/LeFevre/Riley/Jones)
- Favorites Vol. 2 (1987 - Crystal Records - Free/Parker/LeFevre/Riley/Jones)
- Favorites Vol. 3 (1987 - Crystal Records - Free/Parker/LeFevre/Riley/Jones)
- Portrait (1988 - Riversong Records - Free/Parker/LeFevre/Riley/Jones)
- Voices Of Christmas (1988 - Riversong Records - Free/Parker/LeFevre/Riley/Jones)
- Goin’ Home (1989 - Riversong Records - Free/Parker/LeFevre/Riley/Jones)
- Chartbreakers Vol. 1 (1989 - Crystal Records - Free/Parker/LeFevre/Riley/Jones)
- Chartbreakers Vol. 2 (1989 - Crystal Records - Free/Parker/LeFevre/Riley/Jones)
- Favorite Hymns Vol. 2 (1989 - Crystal Records - Free/Parker/LeFevre/Riley/Jones)

### 1990-1999[3]
- Windows Of Home (1990 - Riversong Records - Free/Parker/LeFevre/Riley/Jones)
- Favorites Vol. 4 (1990 - Crystal Records - Free/Parker/LeFevre/Riley/Jones)
- Chartbreakers Vol. 3 (1990 - Crystal Records - Free/Parker/LeFevre/Riley/Jones)
- Instrumentals Vol. 1 (1990 - Crystal Records - Free/Parker/LeFevre/Riley/Jones)
- Answer The Call (1991 - Riversong Records - Free/Parker/LeFevre/Riley/Jones)
- Super 70’s Gospel Hits Vol. 1 (1991 - Crystal Records - Free/Parker/LeFevre/Riley/Jones)
- Super 70’s Gospel Hits Vol. 2 (1991 - Crystal Records - Free/Parker/LeFevre/Riley/Jones)
- Super 70’s Gospel Hits Vol. 3 (1991 - Crystal Records - Free/Parker/LeFevre/Riley/Jones)
- Pillars Of Faith (1992 - Riversong Records - Free/Parker/Lacey/Riley/Jones)
- Acapella Gold (1993 - Riversong Records - Free/Parker/Lacey/Riley/Jones)
- Requested Hymns Vol. 1 (1993 - Crystal Records - Free/Parker/Lacey/Riley/Jones)
- Requested Hymns Vol. 2 (1993 - Crystal Records - Free/Parker/Lacey/Riley/Jones)
- Requested Hymns Vol. 3 (1993 - Crystal Records - Free/Parker/Lacey/Riley/Jones)
- Renewed (1994 - Riversong Records - Parrack/Lacey/Trammell/Riley/Jones)
- Classics (1994 - Riversong Records - Parrack/Hill/Trammell/Riley/Jones)
- Lord Do It Again (1994 - Riversong Records - Parrack/Hill/Trammell/Riley/Brooks)
- Standing In The Gap (1995 - Riversong Records - Parrack/Hill/Trammell/Riley/Brooks)
- Having Fun (1996 - Crystal Records - Parrack/Hill/Trammell/Riley/Jenkins)
- Preparing The Way (1996 - Riversong Records - Parrack/Wilburn/Trammell/Riley/Jenkins)
- What a Great Lifestyle (1997 - Riversong Records - Parrack/Wilburn/Trammell/Riley/Matthews)
- Home For The Holidays (1997 - Daywind Records - Parrack/Wilburn/Trammell/Riley/Parton)
- Within The Rock (1998 - Daywind Records - Parrack/Wilburn/Trammell/Riley/Parton)
- Signed, Sealed, Delivered (1999 - Daywind Records - Parrack/Wilburn/Trammell/Riley/Parton)
- Amazing Grace: A Hymn Collection (1999 - Daywind Records - Parrack/Wilburn/Trammell/Riley/Eleton)

### 2000-2009[4]
- Are You Ready? (2000 - Daywind Records - Parrack/Wilburn/Trammell/Riley/Eleton)
- 20th Anniversary Celebration Vol. 1 (2000 - Independente - Parrack/Wilburn/Trammell/Riley/Eleton)
- 20th Anniversary Celebration Vol. 2 (2000 - Independente - Parrack/Wilburn/Trammell/Riley/Eleton)
- Pressed Down, Shaken Together, Running Over (2001 - Daywind Records - Parrack/Wilburn/Trammell/Riley/Eleton)
- Camp Meetin' (2002 - New Haven Records - Parrack/Wilburn/D.Riley/T.Riley/Eleton)
- Walk The Talk (2003 - Cathedral Records - Parrack/Wilburn/D.Riley/T.Riley/Eleton)
- A Gold City Christmas (2003 - Cathedral Records - Parrack/Wilburn/D.Riley/T.Riley/Eleton)
- First Class (2004 - Cathedral Records - Ladd/Wilburn/D.Riley/T.Riley/Eleton)
- Heaven (2005 - Independente - Ladd/Wilburn/D.Riley/Lawrence/Eleton)
- A Gold City Christmas (2005 - Cathedral Records - Ladd/Wilburn/D.Riley/Lawrence/Eleton) - Relançado com as vozes de Steve Ladd e Bill Lawrence.
- Revival (2006 - New Haven Records - Ladd/Wilburn/D.Riley/McCune/Simpson)
- Moment Of Truth (2008 - New Haven Records - Ladd/Taliaferro/D.Riley/McCune/Simpson)

### 2010-2019[5]
- A Collection Of Favorites Vol. 1 (2010 - Independente - Cobb/Taliaferro/D.Riley/T.Riley/Webb)
- A Collection Of Favorites Vol. 1 (2011 - Independente - Keeton/Cr.West/D.Riley/T.Riley/Elliott) - Relançado com as vozes de Dan Keeton, Craig West e Bryan Elliott no piano.
- Somebody's Coming (2011 - New Haven Records - Keeton/Pelfrey/D.Riley/T.Riley/Elliott)
- Hymn Revival (2014 - New Haven Records - Fulton/Pullen/D.Riley/T.Riley/Elliott)
- Authentic (2016 - Independente - Nalley/Pullen/D.Riley/Ch.West/Elliott)
- Hope For The Journey (2018 - New Haven Records - Nalley/Brand/D.Riley/Ch.West/Southard)

### 2020 em diante[6]
- Once And For All: The Songs Of Doug Riley (Anunciado para 2021)

## Álbuns Ao Vivo[2][3][4]
- Gold City: Live (1982 - Heartwarming Records - Free/Ritchie/Trussell/Riley/Jones)
- Double Take: Live (1986 - Riversong Records - Free/Parker/LeFevre/Riley/Jones)
- Indiana Live (1990 - Riversong Records - Free/Parker/LeFevre/Riley/Jones)
- A 10 Years Celebration Live (1991 - Riversong Records - Free/Parker/LeFevre/Riley/Jones)
- Live In Atlanta (1991 - Riversong Records - Free/Parker/LeFevre/Riley/Jones)
- Kings Gold Vol. 1 (1992 - Riversong Records - Free/Parker/LeFevre/Riley/Jones) - Em parceria com Kingsmen Quartet.
- Kings Gold Vol. 2 (1993 - Riversong Records - Free/Parker/Lacey/Riley/Jones) - Em parceria com Kingsmen Quartet.
- Kings Gold Vol. 3 (1995 - Riversong Records - Parrack/Hill/Trammell/Riley/Brooks) - Em parceria com Kingsmen Quartet.
- Kings Gold Vol. 4 (1996 - Riversong Records - Parrack/Hill/Trammell/Riley/Jenkins) - Em parceria com Kingsmen Quartet.
- Live In Ireland (1998 - Daywind Records - Parrack/Wilburn/Trammell/Riley/Parton)
- Live From Thommas Road Church (2000 - Daywind Records -  Parrack/Wilburn/Trammell/Riley/Eleton)
- Walk The Talk Live (2003 - Cathedral Records - Parrack/Wilburn/D.Riley/T.Riley/Eleton)
- First Class Live (2004 - Cathedral Records - Ladd/Wilburn/D.Riley/Lawrence/Eleton)

## Compilações[2][3][4][5]
- Gold City Gold (1986 - Riversong Records)
- Masters Of The Gospel (1992 - Benson Records)
- The Collection (1998 - Riversong Records)
- Through The Years With Gold City: Our Southern Gospel Hits (2000 - Greentree Records)
- The Very Best Of Gold City Vol. 1 (2002 - New Haven Records)
- The Very Best Of Gold City Vol. 2 (2002 - New Haven Records)
- Pillars Of Faith & Acapella Gold (2003 - Riversong Records)
- 24K Gold (2003 - Cathedral Records)
- 8 Great Hits (2005 - Daywind Records)
- Their Best (2006 - Daywind Records)
- A Collection Of Hits (2011 - New Haven Records)
- Treasures Of Gold (2017 - New Haven Records)
- The Daywind Years: A Collection Of Hits (2017 - Daywind Records)

## Vídeos[2][3][4]
- Moving Up To Gloryland (1987 - Free/Parker/LeFevre/Riley/Jones)
- Movin' Up (1988 - Free/Parker/LeFevre/Riley/Jones)
- A 10 Years Celebration Live (1991 - Free/Parker/LeFevre/Riley/Jones)
- Live In Atlanta (1991 - Free/Parker/LeFevre/Riley/Jones)
- Kings Gold Vol. 1 (1992 - Free/Parker/LeFevre/Riley/Jones) - Em parceria com Kingsmen Quartet.
- Kings Gold Vol. 2 (1993 - Free/Parker/Lacey/Riley/Jones) - Em parceria com Kingsmen Quartet.
- Kings Gold Vol. 3 (1995 - Parrack/Hill/Trammell/Riley/Brooks) - Em parceria com Kingsmen Quartet.
- Kings Gold Vol. 4 (1996 - Parrack/Hill/Trammell/Riley/Jenkins) - Em parceria com Kingsmen Quartet.
- Live In Ireland (1998 - Parrack/Wilburn/Trammell/Riley/Parton)
- Live From Thommas Road Church (2000 - Parrack/Wilburn/Trammell/Riley/Eleton)
- Walk The Talk Live (2003 - Parrack/Wilburn/D.Riley/T.Riley/Eleton)
- First Class Live (2004 - Ladd/Wilburn/D.Riley/Lawrence/Eleton)